# 敷金
敷金（しききん）とは、賃料その他賃貸借契約上の債務を担保する目的で賃借人が賃貸人に交付する停止条件付返還債務を伴う金銭。
民法には敷金の一般的規定がなかったが、2017年改正の民法（2020年4月1日法律施行）で敷金の規律が明確化された。これらは任意規定だが賃借人が消費者であり特約が消費者契約法10条に反する不利な特約であるときは無効となる可能性がある。賃貸家屋などの不動産の賃貸借で交付されることが多いが、民法の規定は動産の賃貸借で敷金が交付される場合にも適用される。

## 定義
民法622条の2第1項の定義では「いかなる名目によるかを問わず、賃料債務その他の賃貸借に基づいて生ずる賃借人の賃貸人に対する金銭の給付を目的とする債務を担保する目的で、賃借人が賃貸人に交付する金銭をいう。」とされている。
賃貸借では地域によって「礼金」「権利金」「保証金」など様々な名目の金銭が差し入れられることがあるが、2017年改正の民法（2020年4月1日法律施行）は「いかなる名目によるかを問わず」担保目的であれば敷金に当たると整理された。この定義から敷金と違う性質のものであっても明確に契約書に定めないかぎり敷金とみなされる。
なお、特約で敷引特約が締結されることがある。特に近畿地方以西の西日本では一部（賃料の1ヶ月分など）が返還されない慣習がみられ敷引と呼ぶ。敷引特約は敷引の額が明示され高過ぎないものであることを要する。

## 敷金の充当
賃貸人は、賃借人が賃貸借に基づいて生じた金銭の給付を目的とする債務を履行しないときは、敷金をその債務の弁済に充てることができる。この場合において、賃借人は、賃貸人に対し、敷金をその債務の弁済に充てることを請求することができない（民法622条の2第2項）。
- 延滞賃料
- 原状回復義務
  - 賃借人は、賃借物を受け取った後にこれに生じた損傷（通常の使用及び収益によって生じた賃借物の損耗並びに賃借物の経年変化を除く。）がある場合において、賃貸借が終了したときは、その損傷を原状に復する義務を負う。ただし、その損傷が賃借人の責めに帰することができない事由によるものであるときは、この限りでない（621条）。
  - 621条は2017年改正の民法（2020年4月1日法律施行）で明文化された規定で、判例（最判平成17年12月16日集民218巻1239頁）に基づき通常損耗や経年変化を対象から除外した[1]。また、賃借人の責めに帰することができない事由による損傷も従来の一般的な理解に従い対象から除外した[1]。
  - 国土交通省の「原状回復をめぐるトラブルとガイドライン」でも、判例に基づいて通常損耗・経年変化に当たる例と通常損耗・経年変化に当たらない例に分けてガイドラインが設けられてきた[3]。国土交通省の「原状回復をめぐるトラブルとガイドライン」によると、通常損耗・経年変化に当たる例として、家具などの設置跡、地震によって破損したガラス、鍵の取替え（破損や紛失のない場合）がある[3]。また、通常損耗・経年変化に当たらない例として、引っ越し時のひっかきキズ、タバコのヤニ等、飼育ペットによるキズ等、その他日常の不適切な手入れや用法違反が原因のものがある[3]。

## 敷金返還債務

### 敷金返還債務の発生
敷金が賃貸人に差し入れられている場合、次に掲げるときは、賃借人に対し、賃料等の未払債務を控除した残額について返還しなければならない（民法622条の2第1項）。
1. 賃貸借が終了し、かつ、賃貸物の返還を受けたとき。
2. 賃借人が適法に賃借権を譲り渡したとき。

### 賃貸人たる地位の移転
民法605条の2により賃貸人たる地位が譲受人又はその承継人に移転したときは、敷金の返還に係る債務は、譲受人又はその承継人が承継する（民法605条の2第4項）。
判例では賃貸人たる地位の移転があった場合、旧所有者に対する延滞賃料等の債務に当然充当され、その残額が譲受人に承継されるとしている（最判昭和44年7月17日民集23巻8号1610頁）。2017年改正の民法（2020年4月1日法律施行）は判例法理のうち敷金返還債務が譲受人に承継される点は明文化したが、旧所有者に対する債務に当然に充当される点は実務への定着に疑義があるとされ明文化は見送られた。